# Hahn (Hunsrück)
Hahn ist eine Ortsgemeinde im Rhein-Hunsrück-Kreis in Rheinland-Pfalz. Sie gehört der Verbandsgemeinde Kirchberg (Hunsrück) an. Der Name Hahn ist vor allem durch den Flughafen Frankfurt-Hahn bekannt, der nach 1993 aus der Hahn Air Base konvertiert wurde.

## Geographie
Der Ort Hahn liegt an einem Höhenrücken entlang der Hunsrückhöhenstraße und der Wasserscheide zwischen Nahe und Mosel in dem zur Mosel zugewandten Teil des Hunsrücks. Der Wilwersbach hat hier seine Quellen.

### Nachbarorte
| die Mosel    | Altlay                                      | Würrich und Belg                               |
| Raversbeuren | Kompassrose, die auf Nachbargemeinden zeigt | Schwarzen und Ober Kostenz                     |
| Lötzbeuren   | Sohren Büchenbeuren                         | der Flughafen Frankfurt-Hahn und Lautzenhausen |

## Geschichte
Auf der Gemarkung von Hahn finden sich römische und fränkische Siedlungsspuren.
Der Ortsname Hahn ursprünglich (1120) Hagene geschrieben, aber auch Haan, Han, Hane, und Hain, hat nach dem rheinischen Flur- und Ortsnamenforscher Heinrich Dittmaier die ursprüngliche Bedeutung gepflochtener Zaun, später dann eingehegter Wohnplatz.
Hahn wird um 1120 als Hagene im Zusammenhang mit Lötzbeuren, Pünderich und Karden in einer Schenkungsurkunde an die Abtei Mettlach zum ersten Mal urkundlich erwähnt, ein zweites Mal dann um 1330/1335 im Sponheimischen Gefällregister.
Mit der Besetzung des Linken Rheinufers 1794 durch französische Revolutionstruppen wurde der Ort französisch, von 1798 bis 1814 gehörte er zum Kanton Trarbach, der dem Rhein-Mosel-Departement zugeordnet war. Auf dem Wiener Kongress (1815) wurde die Region dem Königreich Preußen zugesprochen. Unter der preußischen Verwaltung unterstand die Gemeinde Hahn von 1816 an der Bürgermeisterei Sohren im Kreis Zell und gehörte von 1822 bis zum Ende des Zweiten Weltkriegs zur Rheinprovinz. Seit 1946 ist der Ort Teil des damals neu gebildeten Landes Rheinland-Pfalz und gehört seit 1970 der Verbandsgemeinde Kirchberg an.
Nach dem Zweiten Weltkrieg wurde auf Teilen der Gemarkung von Hahn ein Militärflugplatz gebaut, der 1993 nach Abzug der US Air Force in einen zivilen Flugplatz (Frankfurt-Hahn) umstrukturiert wurde.

## Politik

### Bürgermeister
Ortsbürgermeister von Hahn ist Guido Schmittinger.

### Wappen
Das Wappen wurde am 4. Dezember 1986 durch die Bezirksregierung Koblenz genehmigt.
| Wappen von Hahn | Blasonierung: „In Blau ein goldener Schrägrechtbalken, belegt mit einem schwarzen aufsteigenden Düsenjäger. Vorn drei goldene Getreidehalme mit Ähren und Blättern, hinten gekreuzt ein goldener Hammer und ein goldener Schlägel.“ |
| Wappen von Hahn | Wappenbegründung: Die Grundfarben Blau und Gold beziehen sich auf die frühere Zugehörigkeit zur Vorderen Grafschaft Sponheim, die hier von 1248 bis 1437 die Landesherrschaft hatten und diese Farben in ihrem Wappen trugen. Der Düsenjäger im Schrägbalken soll auf den 1951 gebauten, ehemaligen „NATO-Militärflugplatz – Hahn“ hinweisen. Auf die seit Jahrhunderten praktizierte Landwirtschaft verweisen die Getreidehalme mit Ähren und Blättern. Das Bergmannsgezähe soll an den im 19. und 20. Jahrhundert betriebenen Schieferbergbau entlang des Willwersbaches erinnern. Im Frühjahr 1986 beschloss der Gemeinderat ein eigenes Wappen zu erstellen. Aus 15 Entwürfen entschied er sich für dieses Wappen. Es stammt von Harald Kaspar (Glaskunst aus Kappel) damals wohnhaft in Hahn. |

## Kirche

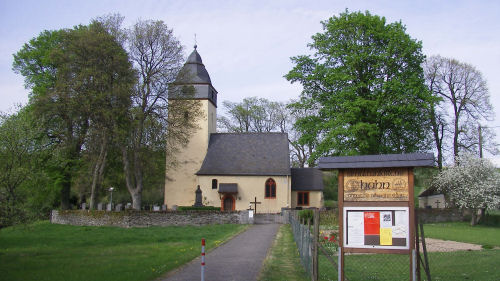
Simultankirche St. Antonius

Das bemerkenswerteste Gebäude ist die kleine idyllische Dorfkirche Sankt Antonius. Sie hat einen wehrhaften Turm, der gemäß dendrochronologischen Untersuchungen von Holzbalken aus der Zeit nach 1350/1370 stammt. Kirchenschiff und Chor datieren von 1470. Zwei Bronzeglocken stammen aus dem Jahr 1489, wie die Inschrift besagt (eine Glocke wurde nachgegossen, da sie gesprungen war). In einer Urkunde aus dem Jahr 1508 ist die Kirche „als Pfar zu Hahn“ benannt. Sie gehörte vor der Reformation zu der Sohrener Pflege im Landkapitel Glan Erzbistum Mainz. Heute gehört Hahn als Filialkirche wieder zu Sohren und dem Bistum Trier. Die Kirche ist seit dem 17. Mai 1689 Simultankirche und wird von katholischen und evangelischen Christen gemeinsam genutzt. Sie ist heute die zweitälteste Simultankirche in der Rheinischen Landeskirche.
Das evangelische Territorium Pfalz-Simmern war nach dem Tode von Karl II. ohne direkte Erben der kurz zuvor katholisch gewordenen Linie Pfalz-Neuburg zugefallen. Der designierte Nachfolger Philipp Wilhelm hatte allerdings Religionsfreiheit versprochen. Nachdem es in der Zeit des Pfälzischen Erbfolgekriegs mit Frankreich zur Begünstigung der katholischen Kirche und vielfach der Aufhebung evangelischer Pfarreien gekommen war, wurde 1697 im Frieden von Rijswijk ein Ausgleich erzielt, wobei die katholische Seite durch Johann Wilhelm Stützung erfuhr. In vielen Gemeinden der Pfalz wurden Simultankirchen errichtet. Von ihnen wurden viele später im Zuge des Aufschwungs um die Jahrhundertwende 1880/1910 dadurch aufgehoben, dass die kleinere Konfession von der größeren ausgezahlt wurde und sich eine eigene Kirche baute, so auch in der Nachbargemeinde Kappel. Im kleinen Hahn fehlte dazu die Notwendigkeit. Auf der Informationstafel vor der Kirche wird auf eine Textstelle des Johannes Evangeliums hingewiesen: „Damit sie alle eins seien“ Joh. 17,21.
Die Kirmes, das Patronatsfest Antonius’ am 17. Januar wird von allen Hahnern gemeinsam als Dorffest begangen. Die evangelische Kirchengemeinde Hahn, zu der noch das Briedeler Heck gehörte, fusionierte zum 1. Januar 1978 mit der Evangelischen Kirchengemeinde Würrich und ist heute pfarramtlich mit der Evangelischen Kirchengemeinde Zell-Bad Bertrich-Blankenrath verbunden und gehört zum Kirchenkreis Simmern-Trarbach. Katholischerseits wird Hahn von St.Michael Sohren aus betreut. Seit 1980 steht die Kirche unter Denkmalschutz.
Seit 1998 beleuchtet die Ortsgemeinde die Kirche und macht sie so auch für die nachts auf der Hunsrückhöhenstraße Vorbeifahrenden sichtbar.

## Hahn und der Flughafen
Der Ort Hahn litt lange Jahre unter dem Fluglärm startender und landender Militärflugzeuge, profitierte aber auch von Arbeitsplätzen auf dem Militärflugplatz und den Vermietungsmöglichkeiten im Umland. Diese verschlechterten sich in Hahn sehr, wie in der ganzen Region, nachdem die Amerikaner vom Flugplatz Hahn abgezogen waren. Obwohl die Zivilmaschinen leiser geworden sind, liegt Hahn auch wegen des 24-Stunden-Flugbetriebes in der Lärmschutzzone, welche einen Ausbau des Ortes durch ein Neubaugebiet verhindert.